# Nasima
Nasima is een geslacht van kreeftachtigen uit de klasse van de Malacostraca (hogere kreeftachtigen).

## Soort
- Nasima dotilliformis (Alcock, 1900)